# Григорій Колісник
Георгій Андрійович Колесников (творчий псевдонім — Григорій Колісник; 18 липня 1937, Запоріжжя — 22 лютого 2011) — український прозаїк. Член Національної спілки письменників України НСПУ (1964).

## Біографія

Могила Григорія Колісника, Байкове кладовище

Народився 18 липня 1937 року у Запоріжжі.
1960-1963-го року навчався у Літературному інституті. Друкується з 1961-го року.
1967-го року у Москві закінчив Вищі курси сценаристів та режисерів, після чого працює у Києві у 1970-1990-х роках.
Працював в Українському науково-дослідному інституті нафти, а також на Кіностудії імені Олександра Довженка.
Помер на 74-му році життя 22 лютого 2011 року. Похований у колумбарії Байкового кладовища.

## Творчий доробок
Роман-дилогія «І день над днями» («Прелюди Гоголя», 1984; «Осії Гоголя», 1986) — про духовне і творче зростання автора та його молоді роки.
Трилогія «З меча і до орала» («Полин чорний, мак гіркий», 1988, «Мазепа — гетьман», 1990, «Тризна», 1995) — про козацьку добу XVIII століття.